# كلارا ديفيز
كلارا ديفيز (بالإنجليزية: Clara Novello Davies)‏ (و. 1861 – 1943 م) هي موزعة، ومغنية، ومخرجة جوقة من المملكة المتحدة، وويلز، والمملكة المتحدة لبريطانيا العظمى وأيرلندا، ولدت في كارديف، توفيت عن عمر يناهز 82 عاماً، بسبب مرض.